# منتخب منغوليا لكرة القاعدة
منتخب منغوليا لكرة القاعدة هو ممثل منغوليا الرسمي في المنافسات الدولية في كرة القاعدة
.